# Konan Koidio
Konan Koidio es un deportista marfileño que compitió en taekwondo. Ganó una medalla de bronce en el Campeonato Mundial de Taekwondo de 1985, en la categoría de –50 kg.

## Palmarés internacional
| Campeonato Mundial | Campeonato Mundial   | Campeonato Mundial | Campeonato Mundial |
| Año                | Lugar                | Medalla            | Categoría          |
| ------------------ | -------------------- | ------------------ | ------------------ |
| 1985               | Seúl (Corea del Sur) | Medalla de bronce  | –50 kg             |